# ばら肉

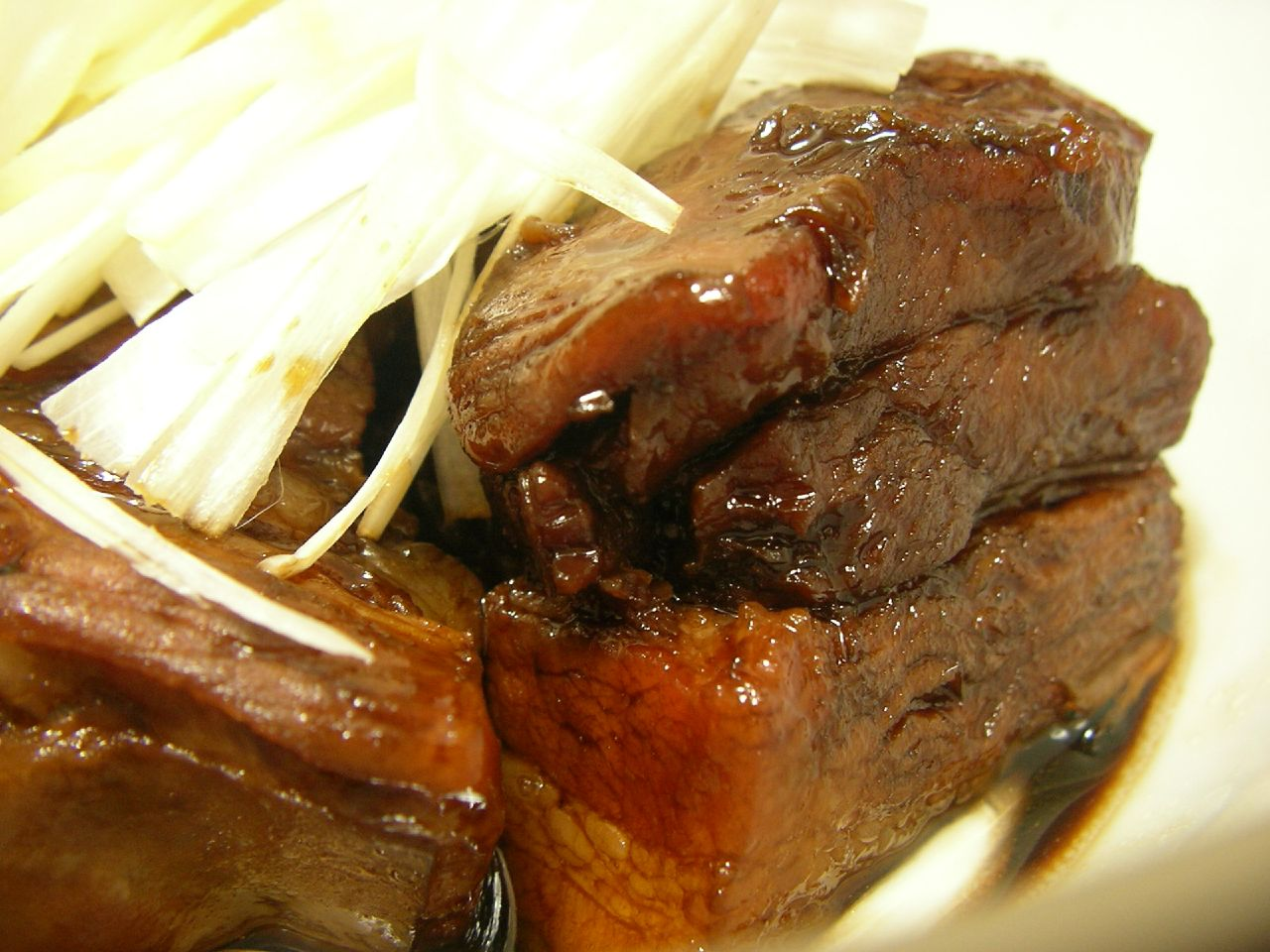
豚のばら肉を使用した角煮

ばら肉（ばらにく、肋肉）とは、牛肉、豚肉などの肉の部位で、アバラ骨の周囲の肉を指す。三枚肉（さんまいにく）とも呼ばれる。
胸の方をかたばら、腹の方をともばらと呼ぶ。
日本では、食肉小売品質基準によって牛は11種類、豚は8種類の部位が定められており、牛ばら肉、豚ばら肉はその中の1種である。

## 牛ばら肉

### 日本における部位

日本式の牛肉部位

繊維質や筋膜が多く、厚めで肉のきめは粗いため、牛すねや牛ネックに次いで肉質が固い部位である。脂肪交雑（霜降り）も入りやすく、風味は濃厚である。
塊のままや角切りにし、脂肪のうま味を活かしてシチューやポトフなどの煮込みに利用したり、薄切りにしてすき焼きなど、幅広い料理に適する部位である。
日本では以下のような部位に分けられる。
かたばら
関西ではうでばらとも呼ばれ、英語表記はBrisket-Point-End。
硬いため、こま切れや挽き肉としても利用される。
かたばらこぶ
牛の胸にあたる。脂肪の割合が高く、肉質は硬い。
ブリスケット（ボディーサイド）
肋骨下部分。
ブリスケット（ペクトラル）
赤身が多く軟らかい。
さんかくばら（チャックリブ）
脂肪交雑が入りやすく見栄えが良い。三角ばらとも書き、切り出した形が三角なことから。
ともばら
牛の腹にあたる。
関西でもともばらとも呼ばれ、英語表記はBrisket-Navel-End。
通常、「ばら」と呼ばれているのは、この部位になる。総じて、繊維質であり、筋膜が多く、肉のきめは粗いが、脂肪交雑がよく入るため風味は濃厚である。
薄切りや煮込みで使用されることが多く、大衆的な牛丼や焼き肉に使用される部位である。
うちばら
ともばらを2分割した上側。
かいのみ
切り出した部位が貝の形をしていることからの命名。適度な霜降りと軟らかさが特徴。
ショートリブ
リブロースと同等の価値で評価される。
ヘッドばら
そとばら
ともばらを2分割した下側。
フランク
ショートプレート
インサイドスカート
ハラミ（横隔膜）の隣の部位。食感もハラミに似るが、ハラミが内臓肉であるのに対し、インサイドスカートは正肉、赤身である。

### カルビ
朝鮮料理におけるカルビはばら肉を指すが、日本で言うところのかたばらのほうが高級なカルビとされる。
なお、日本の小売品質基準には「カルビ」の部位は定義されておらず、業界による基準も定められていない。「脂が乗っている牛肉の部位」というイメージで使用されているだけである。どの部位を「カルビ」と表示しても、それだけでは法律違反とは言えないが、消費者に誤認を与えるようであれば、問題とはなる。

## 豚ばら肉

イギリス式の豚肉部位

一般的に豚の「ばら肉」とされるのは、「ともばら」の部分であり、「三枚肉」とも呼ばれる。　肩ロースと並んで豚肉の代表的な部位である。
脂肪と筋肉がバランスよく層を成しているのが良質の豚ばら肉であるとされる。
肉質は軟らかく、コクと風味に富むので、脂肪を気にしないのであれば、ほとんどの豚肉料理に適応する。ブロックや角切り、あるいは薄切りでも使用される料理の応用範囲が極めて広い部位である。
骨付きの豚ばら肉はスペアリブとも呼ばれる。